# Jean-Baptiste Matho
Jean-Baptiste Matho (Montfort-sur-Meu, 6 mars 1663 - Versailles, 16 mars 1746) était un compositeur français de l'ère baroque. Il était un compositeur très remarqué à la cour de Louis XV. Son œuvre se rapproche de celle de Michel-Richard de Lalande.

## Biographie

### Chanteur et maître de musique
Connu sous le nom de Matho, il s'appelait en réalité Thomassin.
Il se fait remarquer dès l'enfance pour la qualité de sa voix, et est emmené à Versailles comme page du Roi. La carrière de ce musicien breton fut d’abord celle d’un chanteur. Il fut chantre de la Chapelle en 1684, puis maître de chant de la Musique de la Dauphine en 1688. Pour les funérailles de cette dernière Marie Anne Victoire de Bavière, il chanta le 1er mai 1690 en tant que falsetto, le motet Dies irae (S.31) de Michel-Richard de Lalande. De 1703 à 1707, il est responsable de la musique des fêtes de Châtenay, près de Sceaux, au service de Nicolas de Malézieu. En 1711, il est chantre ordinaire de la Chapelle de Musique puis, en 1717, chantre ordinaire de la Chapelle royale et chantre de la Chambre.
En 1714, il devient batteur de la musique pour Michel-Richard de Lalande. Il est nommé en 1720 Maître de Musique du roi (Louis XV), avec François Couperin et Jean-Joseph Mouret. Il touchera une pension jusqu'à sa mort.

### Compositeur
Ses œuvres scéniques furent en partie composées pour la duchesse du Maine à Châtenay. 

## Principales œuvres
- Pastorale (1687)
- Coronis (tragédie) (1699)
- Philémon et Baucis (1703)
- Le Prince de Cathay (1704)
- La Tarentole (1705)
- La Fine Mouche (1706)
- L'Hôte de Lemnos (1707)
- Arion (tragédie) (1714)

## Décorations
- Chevalier de l'Ordre de la Mouche à Miel